# Grand Prix Hassan II 1999 - Qualificazioni doppio
Le qualificazioni del doppio  del Grand Prix Hassan II 1999 sono state un torneo di tennis preliminare per accedere alla fase finale della manifestazione. I vincitori dell'ultimo turno sono entrati di diritto nel tabellone principale. In caso di ritiro di uno o più giocatori aventi diritto a questi sono subentrati i lucky loser, ossia i giocatori che hanno perso nell'ultimo turno ma che avevano una classifica più alta rispetto agli altri partecipanti che avevano comunque perso nel turno finale.
Le qualificazioni del doppio del torneo Grand Prix Hassan II 1999 prevedevano 4 coppie partecipanti di cui una è entrata nel tabellone principale.

## Teste di serie
1. Francisco Cabello /  Francisco Costa (ultimo turno)

1. Guillermo Cañas /  Salvador Navarro-Gutierrez (Qualificati)

## Qualificati
1. Guillermo Cañas  /   Salvador Navarro-Gutierrez

## Tabellone

### Legenda
| - Q = Qualificato - WC = Wild card - LL = Lucky loser | - ALT = Alternate - SE = Special Exempt - PR = Protected Ranking | - w/o = Walkover - r = Ritirato - d = Squalificato |

|  | Primo turno | Primo turno                                | Primo turno                                | Primo turno | Primo turno |  |  | Ultimo turno | Ultimo turno                               | Ultimo turno                               | Ultimo turno | Ultimo turno |  |
|  |             |                                            |                                            |             |             |  |  |              |                                            |                                            |              |              |  |
|  | 1           | Francisco Cabello Francisco Costa          | Francisco Cabello Francisco Costa          | 6           | 6           |  |  |              |                                            |                                            |              |              |  |
|  |             | Karim Ben Mansour Hicham Fathi El Idrissi  | Karim Ben Mansour Hicham Fathi El Idrissi  | 0           | 4           |  |  | 1            | Francisco Cabello Francisco Costa          | Francisco Cabello Francisco Costa          | 4            | 4            |  |
|  | 2           | Guillermo Cañas Salvador Navarro-Gutierrez | Guillermo Cañas Salvador Navarro-Gutierrez | 6           | 6           |  |  | 2            | Guillermo Cañas Salvador Navarro-Gutierrez | Guillermo Cañas Salvador Navarro-Gutierrez | 6            | 6            |  |
|  |             | Ivan Ljubičić Ionuț Moldovan               | Ivan Ljubičić Ionuț Moldovan               | 1           | 3           |  |  |              |                                            |                                            |              |              |  |